# Brief Candle (Stargate SG-1)
Brief Candle (Vida breve en Latinoamérica, Los Elegidos en España) es el noveno  episodio de la primera temporada de la serie de televisión de ciencia ficción Stargate SG-1.

## Trama
El SG-1 llegan un bello mundo, Argos, y Daniel tiene que realizar un urgente parto a uno de sus habitantes en medio del templo. Después de esto le agradecen inmensamente y nombran al niño Daniel.
El equipo observa que adoran a un antiguo héroe griego, Pelops, como dios. Esto sugiere que este hombre era un Goa'uld. Pelops debe haber transferido a esta gente a Argos hace mucho tiempo para sus propios propósitos, pero él ya no está aquí, solo queda su estatua.
Explorando, conocen a una mujer, llamada Kynthia, que se enamora de Jack y se acuesta con él. Luego esa noche, todos en Argos, incluso Jack, caen dormidos, exactamente al mismo tiempo y se despiertan igual al otro día. Carter supone que hay algo en la dieta de los Argosianos que ha causado esto (A partir de que Jack fue el único del equipo que le dieron de comer).
Esto al parecer es normal allí. Más tarde, se vuelven a encontrar con el recién nacido Daniel, excepto que ahora él ya es todo un joven. Una pequeña investigación revela que los Argosianos viven solamente 100 días, se desarrollan más rápido que un humano normal, y al parecer tiene algo que ver con Pelops.
Volviendo al SGC, la capitana Carter y la Dra. Fraiser identifican que unos Nanocitos en la sangre de Jack y en la de los Argosianos, son los responsables del acelerado crecimiento en estas personas. Pelops experimentaba en Argos; él deseaba ver el proceso de evolución humana, por lo tanto lo aceleró. Por razones desconocidas él se fue antes de terminar su investigación.
Debido a que no saben cómo curar a O'Neill, que ahora tiene cerca de 80 años, no se le permite volver a casa por temor de que infecte a otros.
Varado en Argos, Jack camina y habla con Kynthia, y llegan más allá del límite que Pelops fijo para la gente. Entonces en la noche, no se caen dormidos. Jack piensa que debe haber un transmisor de una cierta clase en la aldea que es responsable del funcionamiento de los Nanocitos.
Descubren el transmisor abajo de la estatua de Pelops, y con la vuelta del SG-1 logran desactivar los Nanocitos. Los Argosianos ahora podrán vivir vidas humanas completas e ir a dormir cuando ellos quieran. Carter también dice que los Nanocitos imitaron solamente los efectos de la edad, y ahora que se desactivaron el Coronel O'Neill volverá a su edad original.

## Artistas invitados
- Bobbie Phillips como Kynthia.
- Gabrielle Miller como Thetys.
- Gary Jones como Walter Harriman.
- Teryl Rothery como la Dra. Janet Fraiser.